# Тонка червона лінія (Балаклавська битва)
Тонка червона лінія — епізод у Балаклавській битві 25 жовтня 1854 року під час Кримської війни.
Подія була яскраво висвітлена у британській пресі й стала іконою якостей британського солдата у війні і в майбутньому.

## Баталія

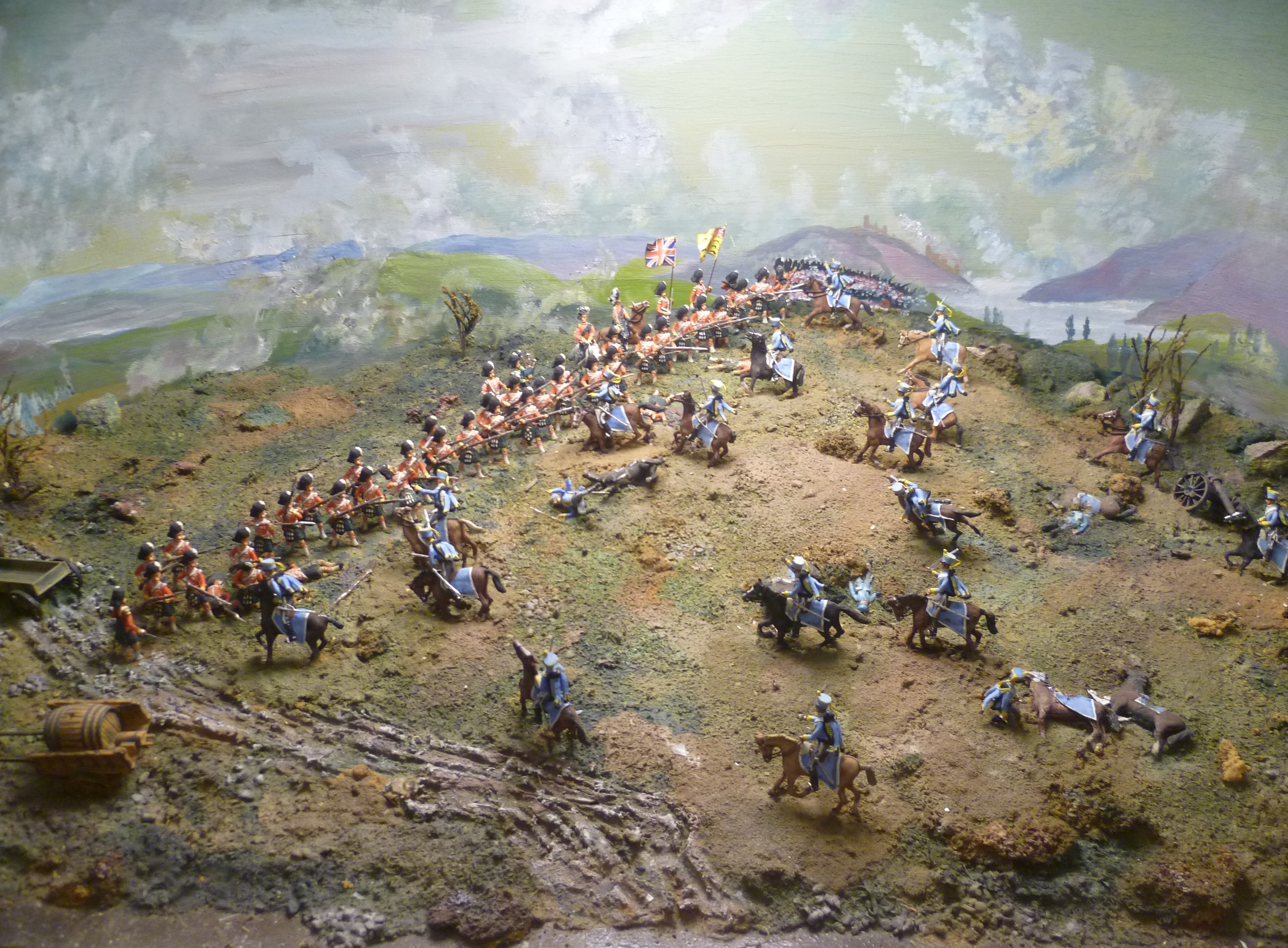
Діорама бою в Полковому музеї в замку Стірлінґ

Рано-вранці російські сили з 2 500 кавалеристів просувались у напрямку Балаклави. Їхні сили розділились на три загони. У складі одного з них були 1-й Уральський козачий полк підполковника Хорошихіна і 3 сотні 53-ї Донського козачого полку полковника Александрова чисельністю близько 400 осіб. Він направився у бік 93-ого полку, що розташовувався біля села Кадикой. Ряд російських і закордонних істориків стверджують, що на флангах шотландців стояли турецькі солдати, солдати з інших частин, поранені та ветерани. Крім того, поруч були 2 батареї з 10 гармат. У самій Балаклаві знаходився загін Королівської морської піхоти (1 100 осіб).
Колін Кемпбелл сказав своїм людям: «Звідси немає відступу, чоловіки. Ви маєте померти там, де Ви стоїте!» Помічник сера Коліна Джон Скотт відповів: «Так, сер Колін. Якщо буде потрібно, то ми це зробимо». Кемпбелл сформував 93-й полк у дві шеренги — «тонку червону лінію». Конвенція наказувала, що лінія повинна бути глибиною у чотири шеренги. Однак Кемпбелл відчув, що має недостатньо навчених людей для формування такого строю. 93-й розрядився двома залпами: на 800 і 500 ярдів відповідно, проте вони не могли завдати шкоди атакувальній кавалерії з такої відстані. Розрахунки шотландців почали контрнаступ перед третім залпом, але сер Колін зупинив їх криком «93-ій, чорт Вас забирай горці, за Ваше завзяття!»
Канадський історик Джордж Т. Денісон у своїй книзі «Історія кавалерії з найдавніших часів, з уроками майбутнього» передав думку неназваного британського офіцера, що «…російські ескадрони не мали наміру напасти, а просто демонстративно маневрували, щоб змусити війська союзників розкрити свої позиції, і коли 93-ій виявив свою лінію на пагорбі, завдання було виконане, і кавалерія відступила».. Оскільки цей маневр російської кавалерії був тільки одним епізодом Балаклавської битви, точні втрати російської кавалерії невідомі, зокрема Роберт Портал, офіцер Легкої Бригади, оцінив їх в 50 людей, а хірург Мунро 93-ї бригади тільки в 12.
Кореспондент «Таймс», Вільям Х. Рассел, писав, що він нічого не може бачити проміж загонів росіян та базою британських військ в Балаклаві, окрім «тонкої червоної звивистої смужки з лінією зі сталі» 93-го. Популярна фраза була ущільнена до «тонка червона лінія» та стала символом британського самовладання в бою.

## У мистецтві
- Битва зображена в картині Роберта Ґібба «Тонка червона лінія» 1881 року, яка виставлялась в Національному музеї війни у Шотландії в Единбурзькому замку з 2000 по 2016 роки, після чого була подарована національній галереї[6].
- В альбомі 1997 року Unleash the Beast англійської геві-метал — групи «Saxon» є пісня «The Thin Red Line», присвячена подіям Балаклавської битви.